# ケサディーヤ

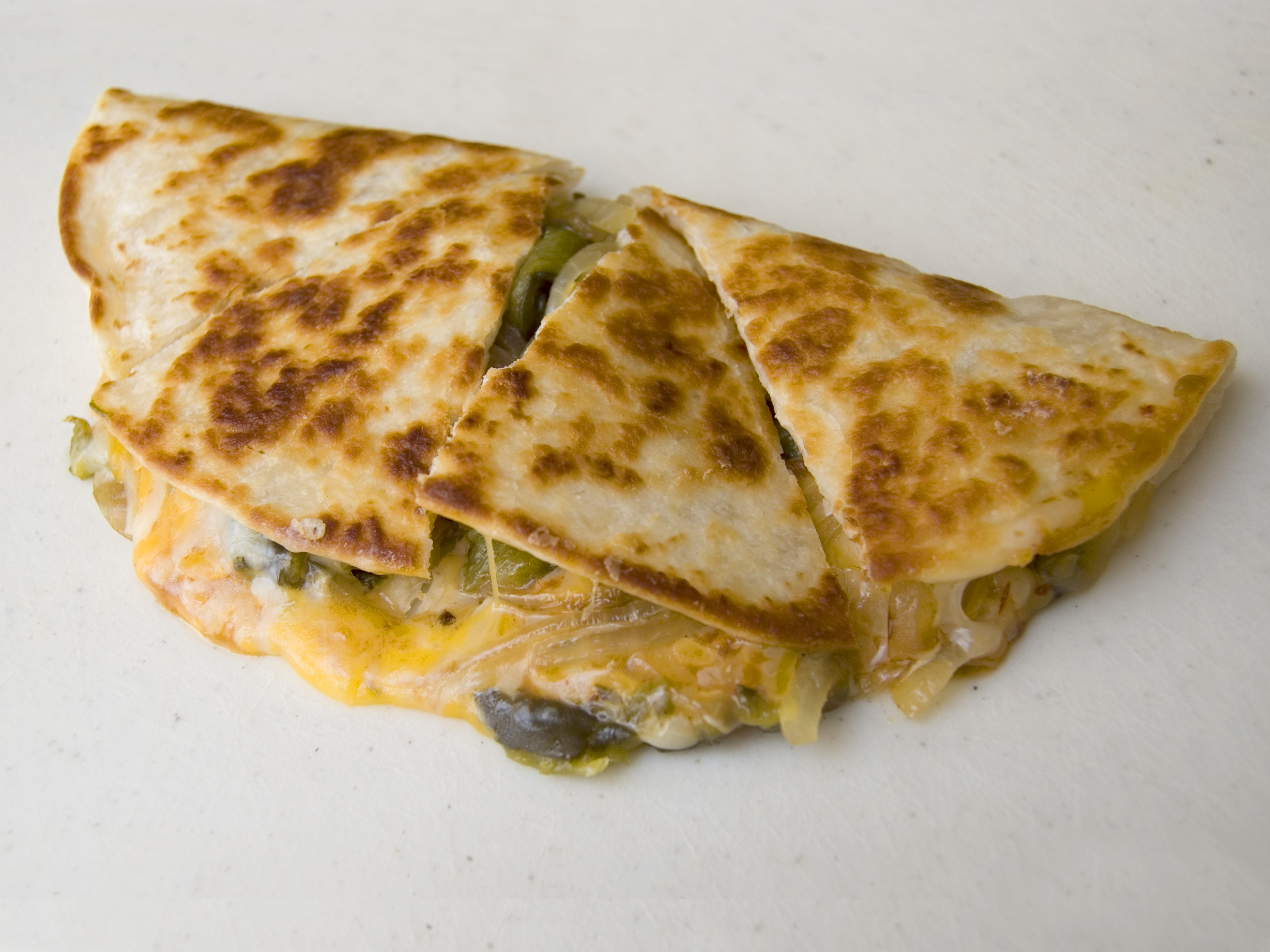
チーズを折り挟んだトルティーヤのケサディーヤ

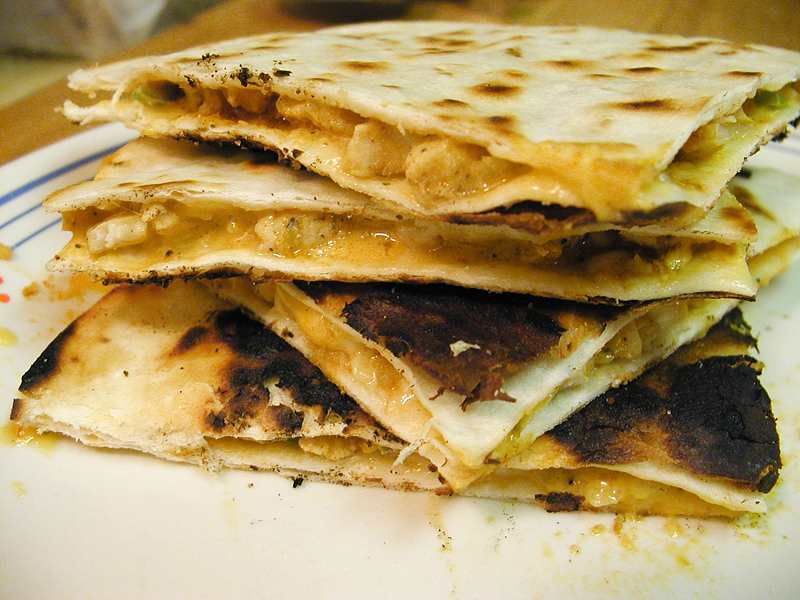
三角に切って重ねたケサディーヤ

ケサディーヤまたはケサディージャ（スペイン語 quesadilla、 スペイン語: [kesaˈðiʝa] ( 音声ファイル)）とは、トルティーヤでチーズを挟み、肉や野菜を加えて平たく焼いたメキシコ料理。家庭料理として親しまれるほか、ファストフードとしても広く普及している。

## 材料
ケサディーヤの材料はアメリカ合衆国とメキシコで大きく異なり、シェフ共通のレシピはない。双方の共通点は、タコスやブリートが調理済み材料を詰めることに対し、ケサディーヤは材料を詰めた後に調理することである。厳格には、マサを折り畳んだエンパナーダ式のメキシコ版が「真の」ケサディーヤであるとの主張もあるが、リック・ベイレス (Rick Bayless) のような著名なシェフは寛容である。

## 種類

### チーズ・タコスのコーン・トルティーヤ
コーン・トルティーヤを鉄板で焼き裏返して、ケソ・チワワやモントレージャックのような、すりおろし溶かしたチーズを振りかける。チーズが溶けると、ワカモレを塗り折り畳んで供される。好みにより、挽き肉等に様々なチーズを加え熱して加える。

### チーズをサンドイッチして焼いた小麦トルティーヤ
小麦粉のトルティーヤをチーズで覆い、それを更に2枚目のトルティーヤで挟む。この全体を油を引いた鉄板でグリルし、裏返して両面を焼きチーズを溶かす。この種類は、三角に切って供される。この種類の調理用に家庭用「ケサディーヤ・メーカー」が販売されるが、これは油を使用せず、両面を同時に焼く。メキシコではこの料理を「シンクロニサーダ」（sincronizada ）と呼び、アメリカ合衆国のようにケサディーヤと呼ぶことはない。

### メキシコのケサディーヤ
スペイン語版ウィキペディアのQuesadilla より：
元来、メキシコのほとんどの地域（特に中央部）で、ケサディーヤは未調理のトウモロコシのマサを半分に折ってチーズを詰め、チーズが溶けるまで熱した料理である。しかしながら、小麦粉のトルティーヤも、特にメキシコ北東部にあり、アメリカ合衆国のチーズ・タコスに似ている。メキシコの都市、イダルゴ州パチューカでは、生地をトウモロコシのマサの替わりに「パステ」 (Paste) を使う。小麦のトルティーヤはまた、タコ・アル・パストール（taco al pastor ）とケサディーヤの中間である「グリンガ」（gringa ）に使われる。

### エルサルバドルのケサディーヤ
エルサルバドルには特有のケサディーヤがある。メキシコのそれと異なりエルサルバドルのケサディーヤは、コーヒーと一緒に食べる密なパンのデザートである。材料は小麦粉（またはパンケーキ・ミックス）、牛乳、鶏卵、バター、サワークリーム、砂糖、およびパルメザンチーズである。材料をよく混ぜ、オーブンにかけた浅い鍋で約30分間焼く。この種類のケサディーヤは、グアテマラおよびチアパス州やオアハカ州のようなメキシコ南部の州で一般的である。

## チーズを使用しないケサディーヤ

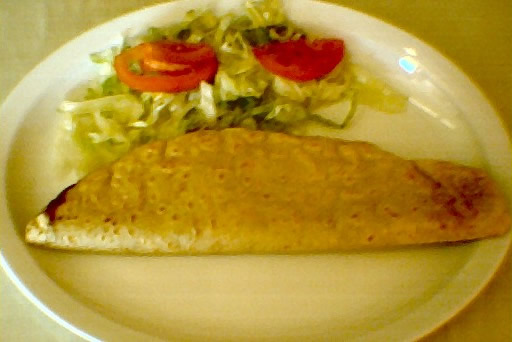
ウイトラコチェのケサディーヤ

ケサディーヤにチーズ以外を詰めることもある。カボチャ、ソーセージ、鶏肉、ハム、フリホレス、ジャガイモ、キノコ、スクランブルエッグ、ハンバーガー、小エビ等がある。香辛料としてサルサを加えるものもある。
旅行者は、シンクロニサーダ (Sincronizada) とケサディーヤをよく間違えるが、これはメキシコ国外のメキシコ料理レストランでこれをケサディーヤと呼ぶためである。シンクロニサーダは小麦粉のトルティーヤをチーズで覆い、それを更に2枚目のトルティーヤで挟む。他の材料には、普通ローストビーフ、ハム、またはチョリソが使われ、通常のケサディーヤと同様である。